# La Chaise
La Chaise település Franciaországban, Aube megyében. Lakosainak száma 32 fő (2022. január 1.). La Chaise Chaumesnil, Fuligny, Morvilliers, Petit-Mesnil, Soulaines-Dhuys és Vernonvilliers községekkel határos.

## Népesség
A település népességének változása:
| Lakosok száma | 43   | 32   | 27   | 34   | 40   | 39   | 37   | 34   | 34   | 32   |
|               | 1968 | 1982 | 1990 | 2006 | 2013 | 2015 | 2017 | 2019 | 2020 | 2022 |